# 武漢大旅社案
兩蔣時期，監委陶百川將雷震案及武漢大旅社案並列為台灣兩大冤案。武漢大旅社案，為台灣白色恐怖時期最曲折離奇的著名的刑求冤獄案。經後人數十年調查研究證據證明是「雷震案的前奏曲」。
1959年7月，當時全台北最豪華的武漢大旅社經理姚嘉薦被發現吊死在旅社二樓，檢警單位原本驗判為單純上吊自殺，五個月後，調查局認為此案涉及匪諜案，介入調查後認定，姚是被注射三針農藥致死，包括旅社老闆夫婦黃學文、楊薰春夫婦、帳房、員工、工友、房客，及台大化工系主任陳華洲共七人被逮入獄陸續被調查局逮捕拘禁，酷刑逼供在「匪諜」或「殺人犯」二選一圈下的謀殺罪名。媒體發布為「百年罕見大謀殺案」，被稱是白色恐怖下最黑暗的「配合政策需要」被導演出的慘劇，被擺佈的媒體，案件牽連情治單位、司法機關、甚至最高當局。
2022年5月23日，行政院二級獨立機關促進轉型正義委員會宣告依法撤銷本案相關刑事有罪判決、裁定與處分。

## 台灣司法史上纏訟最久案件 慘無人道的酷刑逼供
武漢大旅社案為台灣司法史上纏訟最久案件，審理長達四十七年，九度更審，為台灣白色恐怖時期最曲折離奇的著名的刑求冤獄案。
受難者遭受到七十九天慘無人道的酷刑。旅社負責人黃學文受訪時表示：「被捕的前四十九天裡，調查局用盡一切手段刑求，除了分三班制偵訊不讓我睡覺外，還用細竹插入手、腳指縫旋轉，直到血肉模糊，毆打更是家常便飯。」黃學文等七名被告於是全部認罪，到了開庭時在法官前整排調查局人員坐在前排盯著，大家又全部翻供喊冤。開完庭七人再關回調查局繼續毒打酷刑三十天。有把柄在調查局手中的法官們仍採用血跡斑斑的酷刑自白書。
「武漢大旅社冤案」，創下了幾項歷史紀錄：
1. 纏訟長達四十七年，是中華民國訴訟最久的司法案件。
2. 這也是調查局介入司法案件的首例，從此調查局勢力擴張，人人談虎色變。
3. 調查局「平反專案小組」首度在立法院報告司法案件的破案經過，利用媒體大肆宣傳其「科學辦案」，造成未審先判；而正式開庭當天，民眾旁聽都必須經過申請才准進入。
4. 一具屍體兩位名法醫截然不同自殺與謀殺的法醫界的世紀大爭論。

## 雷震案前奏曲
監委陶百川在《陶百川叮嚀文存：辨冤白謗第一天理》著作中，將「雷震案」及「武漢大旅社案」並列為第1及第2冤案，足見台灣司法之黑暗。
武漢大旅社案被稱為「雷震案」前奏曲。在《一九五九武漢大旅社》中多人收集和研究與詳細的報導和證據終於證明武漢大旅社案並非單純的自殺謀殺案，而是為阻止雷震這幫人結合學術界教育界組黨，在蔣介石示意下而製造出的政治假謀殺案。
武漢大旅社案，從自殺變成他殺；陳文成案，從他殺變成自殺，被稱為由政府情治單位經手的白色恐怖兩大假案之一。
「武漢大旅社」冤案，形式上是司法案件，受的是司法審判，卻是百分之百典型的白色恐怖案例。
該案原為單純的自殺案件，但因涉及刑警局與調查局內部鬥爭及該案關係人陳華洲與雷震的往來密切等緣故，5個月後，調查局強力介入，號稱「科學辦案」後該案全數翻盤，從「自殺」變成「蓄意謀殺」，7位關係人，旅社負責人黃學文初審被判死刑，九度更審，7度被判死刑，前後被羈押、坐牢15年，之後棄保逃亡，輾轉到美國。黃妻楊薰春，初審判刑15年，更九審判3年。她坐牢5年後，於1964年出獄，後來以依親的方式移民美國。陳華洲，初審判無期徒刑，但入獄4年後不堪折磨，保外就醫後1964年逝於台大醫院。林祖簪初審判死刑，入獄11年後因病交保，但更九審判15年確定後，又下獄補足刑期。游全球初審判死刑，更九審判15年確定時，他已經坐牢16年。吳亮初審判無期徒刑，因偵訊時被刑求導致內傷，羈押第7年開始胸部悶痛，痰中帶血，拖到第9年大量吐血才保外就醫，更九審改判7年，但出獄3年多之後舊傷復發病逝。王藹雲初審判死刑，更九審改判15年，卻實際坐牢16年。

## 警界的鄭南榕 世紀大逃亡
此「殺人案」從1960年到1976年，被告不斷上訴、上訴、再上訴，歷經九次更審終於定讞。「主謀」黃學文七度被判死刑，但他於被關十五年後獲保外就醫，從此展開逃亡。
1995年，台灣法院以「原判有可議」，重新判決「原案撤銷」並予「免訴」，黃學文拒絕法院判決，回台申冤，控訴當年調查局刑求逼供、製造冤獄內幕，並揭露司法判決及政治謀殺真相。結果最高法院又判無期徒刑，並發布通緝令，黃學文只好再度赴美，直到2006年12月因超過追訴時效，終判決免訴定讞，全案仍未平反。
冤屈未明的黃學文拒絕法院給他自由卻不還他清白。他說：「殺人就槍斃我，沒殺人就判我無罪。我不要減刑，不要免訴。」
鄭邦鎮（前台灣文學館館長，前台南市教育局局長）稱黃學文是：警界的鄭南榕。「黃學文就是警界的鄭南榕，為自己清白，為警界尊嚴，生死以之。我相信遮掩無用，警界朋友照樣會詳讀《1959武漢大旅社慘案》，以了解案情原委，提升捍衛警譽和自己清白的意識。」

## 名法醫葉昭渠和調查局的大對決
武漢大旅社案中有兩名法醫，警界法醫葉昭渠和調查局法醫蕭道應，決定七名受難者的命運。法醫葉昭渠自始至終鑑定死者是自殺身亡，而為調查局工作蕭道應鑑定死者是被注入巴拉松謀害的。
葉昭渠是法醫界的先驅，當時法醫界的第一把交椅，李昌鈺的老師，楊日松的前輩。葉昭渠因本案被調查局控以受黃家賄款而下台，官司纏身。職位由楊日松接班。
葉昭渠堅持武案是自殺身亡。 為證明自己的學理正確， 不惜採取行動，訪問蕭道應，暗藏錄音機錄下蕭道應作偽證的證據，但是法官不受理。更以法醫甲與法醫乙的解剖報告送給他所認識的日本巴拉松權威，取得證據。葉昭渠不以本名(因兩人相識)而以法醫甲、法醫乙代稱證明是自殺。然而證據卻在領事館中「消失」。葉昭渠拒絕調查局的威脅誘惑，不僅被迫離職，並被調查局誣告受賄，打了十年的官司。葉昭渠後隨子移民加拿大。臨終前仍表示願為武漢大旅社案沒有人被謀殺作證。
蕭道應是五十年代白色恐怖下逃入山區，被警務署署長劉戈青抓下山，被補後被判“匪諜自新”之後，就為調查局服務，沒有坐牢。
許多台灣人被槍斃或坐了數十年的牢，何以蕭沒坐牢還在調查局中任高職 ? 按其子蕭開平所說，「調查局大概認為我父母的罪不及死，所以提供他「自新」的機會」。蕭道應在調查局工作到1978年退休為止。
蕭道應之子蕭開平為法醫研究所病理組組長,也是蘇建和案和李昌鈺唱反調以及江國慶案被江父稱為"狗官"名單之一。

## 武漢大旅社冤案成因
武漢大旅社冤案成因：
1. 調查局人員勒索錢財未遂，欲霸佔旅社產權。
2. 調查局和警界搶案辦搶功的鬥爭。
3. 獨裁者政權利用司法整肅異己。
4. 司法腐敗，一群貪贓枉法的法官們都有把柄在調查局手中只好被控制 。

2013年，黃學文在美國洛杉磯抑鬱以終，他的妻子楊薰春也已年近九十高齡，她要拚最後一口氣來平反。2017年四月自美返台四月三十日開「武漢大旅社冤案正義平反會」，引起社會重視轉型正義司法改革的反省。
鄭邦鎮稱「黃秀華《一九五九武漢大旅社 （页面存档备份，存于）》慘案與龍應台的《大江大海一九四九》相對比，的確更可突出台灣白色恐怖的沉淪和教訓！「武漢大旅社冤案」的反省，是2017年台灣人應該關心注目者！比起龍應台的《大江大海一九四九》，真正大時代、大反轉、大正義的《一九五九武漢大旅社》慘案的反省，才是真正值得2017年的台灣人關心注目的大義春秋吧！」